# Opius bucki
Opius bucki är en stekelart som beskrevs av Costa Lima 1938. Opius bucki ingår i släktet Opius och familjen bracksteklar. Inga underarter finns listade i Catalogue of Life.